# ماثيو كرامبتون
ماثيو كرامبتون (بالإنجليزية: Matthew Crampton) مواليد 23 مايو 1986، هو دراج إنجليزي.

## الميداليات
| الميدالية | المسابقة                               |
| --------- | -------------------------------------- |
| فضية      | بطولة العالم للدراجات على المضمار 2009 |
| فضية      | بطولة العالم للدراجات على المضمار 2011 |
| برونزية   | بطولة العالم للدراجات على المضمار 2008 |
| فضية      | دورة ألعاب الكومنولث 2006              |

## روابط خارجية
- ماثيو كرامبتون على موقع الاتحاد الدولي للدراجات (الإنجليزية)
- ماثيو كرامبتون على موقع أرشيف الدراجات (الإنجليزية)
- ماثيو كرامبتون على موقع اتحاد ألعاب الكومنولث (مؤرشف) (الإنجليزية)
- ماثيو كرامبتون على موقع اتحاد ألعاب الكومنولث (مؤرشف) (الإنجليزية)
- ماثيو كرامبتون على موقع دورة ألعاب الكومنولث 2006 (مؤرشف) (الإنجليزية)